# Dorothea Tanning
Dorothea Margaret Tanning (25. srpna 1910 Galesburg – 31. ledna 2012 New York) byla americká surrealistická malířka, sochařka, grafička a spisovatelka. V letech 1928–1930 studovala na Knox College. V letech 1948–1976 byl jejím manželem Max Ernst.